# Provinciale weg 359
De provinciale weg 359 (N359) is een provinciale weg in de provincie Friesland. De weg vormt een verbinding tussen de N31 ten zuiden van Leeuwarden via Bolsward met de A6 bij Lemmer. Bij Bolsward heeft de weg een aansluiting op de A7 richting Den Helder/Amsterdam en Sneek/Groningen.
De weg is buiten de bebouwde kom uitgevoerd als tweestrooks-autoweg met een maximumsnelheid van 100 km/h. In de gemeente Waadhoeke heet de weg Westergoawei, in de gemeente Súdwest-Fryslân Westergoawei, Sudergoawei, Bolswarderweg, Jousterperweg en Slaperdijk. In de gemeente De Friese Meren heet de weg wederom Sudergoawei, Sudersewei en Plattedijk.

## Plaatsen
Wanneer men de provinciale weg 359 volgt passeert men van noord naar zuid de volgende plaatsen:
- Boksum
- Winsum
- Wommels
- Bolsward
- Tjerkwerd
- Parrega
- Workum
- Koudum
- Balk
- Lemmer

## Kunstwerken
In de N359 ligt een aantal kunstwerken waaronder:
- Het Galamadammen Akwadukt onder het Johan Frisokanaal bij Galamadammen ten zuidoosten van Koudum.
- De Prinses Margrietsluis over het Prinses Margrietkanaal ten westen van Lemmer.
- De Zijlroedebrug over de Zijlroede aan de rand van Lemmer.

## Afbeeldingen

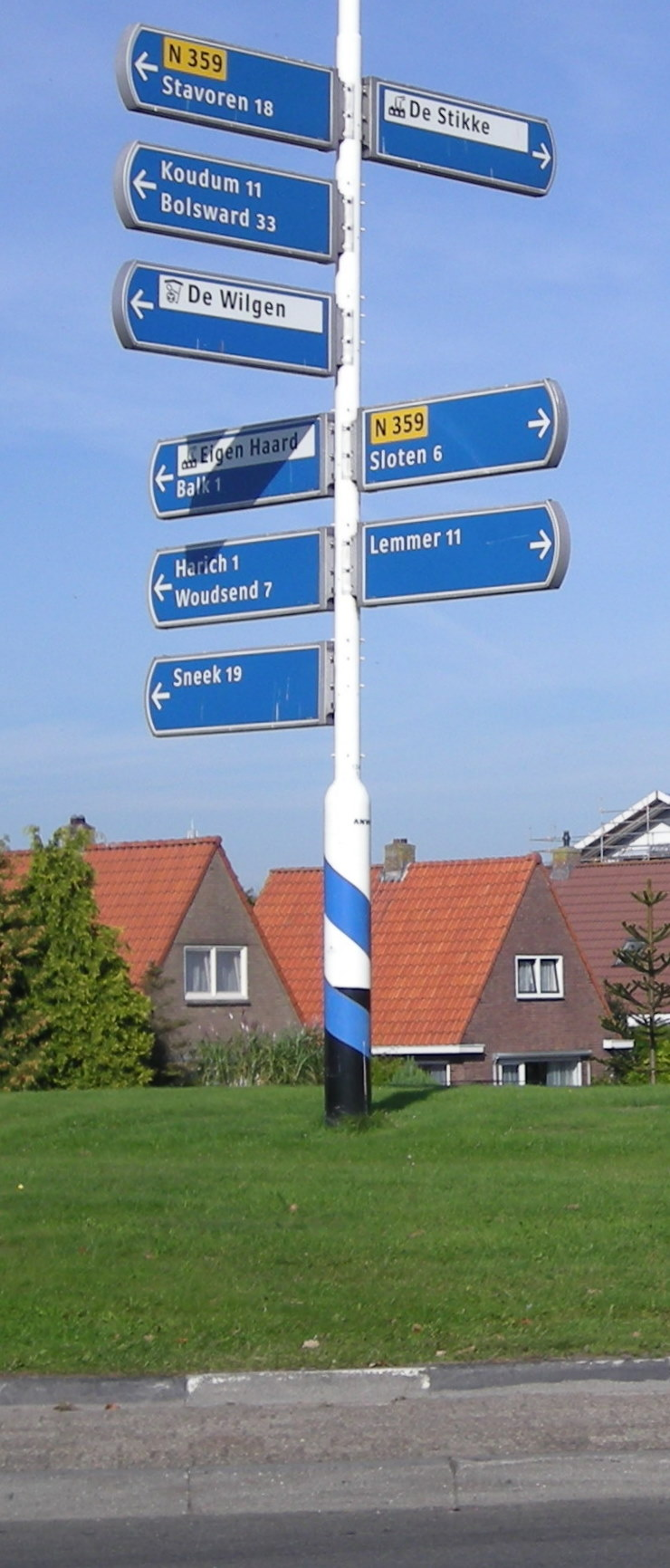
Rotonde waar de N359 aansluit op de N928 ter hoogte van Balk.

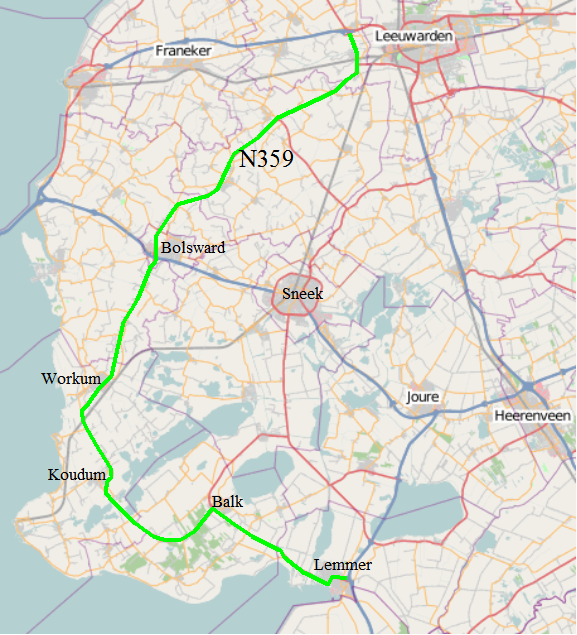
Detailkaart traject

N34 · N46 · N351 · N353 · N354 · N355 · N356 · N357 · N358 · N359 · N360 · N361 · N362 · N363 · N364 · N365 · N366 · N367 · N368 · N369 · N370 · N371 · N372 · N373 · N374 · N375 · N376 · N377 · N378 · N379 · N380 · N381 · N382 · N383 · N384 · N385 · N386 · N387 · N388 · N390 · N391 · N392 · N393 · N398

N851 · N852 · N853 · N854 · N855 · N856 · N857 · N858 · N860 · N861 · N862 · N863 · N865 · N910 · N913 · N917 · N918 · N919 · N924 · N927 · N928 · N962 · N963 · N964 · N966 · N967 · N969 · N972 · N973 · N974 · N975 · N976 · N977 · N978 · N979 · N980 · N981 · N982 · N983 · N984 · N985 · N986 · N987 · N988 · N989 · N990 · N991 · N992 · N993 · N994 · N995 · N996 · N997 · N998 · N999

Cursief vermelde wegen zijn voormalige provinciale wegen.